# Metsalõuka
Metsalõuka is een plaats in de Estlandse gemeente Saaremaa, provincie Saaremaa. De plaats heeft de status van dorp (Estisch: küla) en telt 11 inwoners (2021).
Tot in oktober 2017 behoorde Metsalõuka tot de gemeente Salme en sindsdien tot de fusiegemeente Saaremaa.
De plaats werd voor het eerst genoemd in 1887 onder de Russische naam Метсалауко (Metsalaoeko) en behoorde tot het landgoed van Tiirimetsa. In 1977 werd Metsalõuka bij het buurdorp Tiirimetsa gevoegd. In 1997 werd het weer een afzonderlijk dorp.